# Dalgán megye
Dalgán megye (perzsa nyelven: شهرستان دَلگان) Irán Szisztán és Beludzsisztán tartományának nyugati elhelyezkedésű megyéje az ország keleti részén. Keleten Iránsahr megye, délkeleten, délen Fanudzs megye, nyugatról Kermán tartomány (északnyugaton Rúdbár-e Dzsonub megye,  délnyugaton Kale-je Gandzs megye). A megye lakossága 2006-ban 52 419 fő volt. A megye két kerületre osztható: Központi kerület és Dzsolge-je Csáh Hásem kerület. A megyében egy város található: a 3 000 fős megyeszékhely, Galmurti.

## Népesség
| 2016 | 67 857 |

## Fordítás
- Ez a szócikk részben vagy egészben  a   Dalgan County című angol Wikipédia-szócikk ezen változatának fordításán alapul.  Az eredeti cikk szerkesztőit annak laptörténete sorolja fel. Ez a jelzés csupán a megfogalmazás eredetét és a szerzői jogokat jelzi, nem szolgál a cikkben szereplő információk forrásmegjelöléseként.